# Фојано дела Кјана
Фојано дела Кјана је насеље у Италији у округу Арецо, региону Тоскана.
Према процени из 2011. у насељу је живело 6215 становника. Насеље се налази на надморској висини од 307 м.

## Становништво
Према резултатима пописа становништва 2011. у општини је живело 9.348 становника.
| 1951. | 1961. | 1971. | 1981. | 1991. | 2001. | 2011. |
| ----- | ----- | ----- | ----- | ----- | ----- | ----- |
| 8.036 | 7.141 | 7.171 | 7.585 | 7.738 | 8.412 | 9.348 |